# Hermann Boehm (Eugeniker)

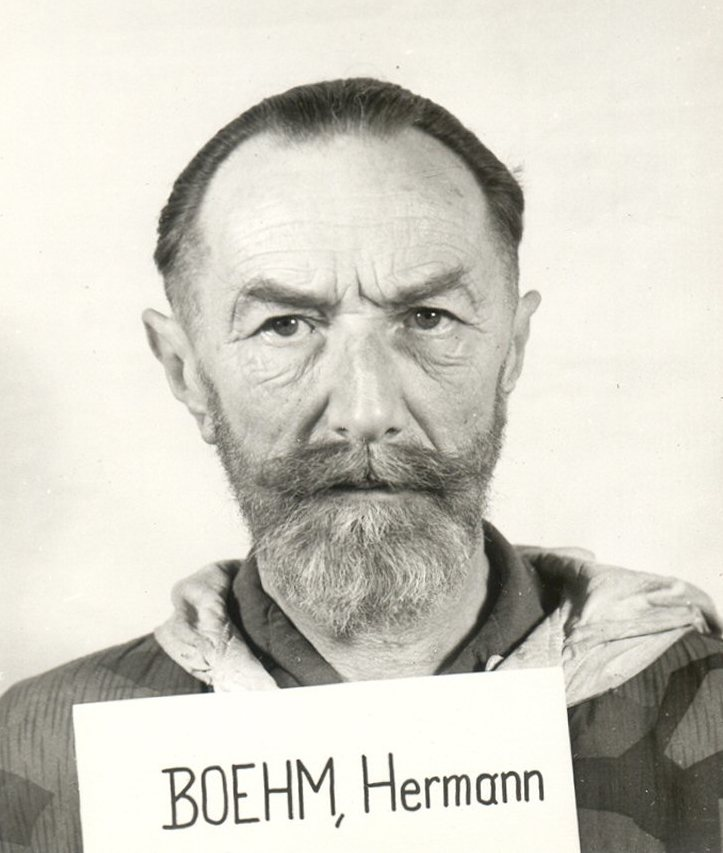
Hermann Boehm bei den Nürnberger Prozessen (1947)

Hermann Alois Boehm (* 27. Oktober 1884 in Fürth; † 7. Juni 1962 in Gießen) war ein deutscher Arzt, Professor für „Rassenhygiene“ und für die NSDAP als vielfach aktiver hochrangiger SA-Sanitäts-Gruppenführer tätig. Er forschte und publizierte zur Rassenlehre unter dem Begriff Rassenpflege (heute Eugenik).

## Leben

### Studium, Weltkrieg und Beruf (1884–1919)
Boehm, Sohn des praktizierenden Arztes Ludwig Boehm und dessen Ehefrau Anna, geborene Goebel, absolvierte nach dem Abitur 1903 am humanistischen Wilhelmsgymnasium München ein Studium der Medizin an der Universität München. Dort legte Boehm 1909 das zweite Staatsexamen ab und erhielt 1910 die Approbation. Boehm promovierte 1911 an der Universität München zum Dr. med. mit dem Dissertationstitel Über einen Fall von akuter hämorrhagischer disseminierter Myelitis im Anschluß an einen paranephritischen Absceß. Ab 1911 war Boehm als pathologischer Anatom tätig. Boehm nahm ab 21. Januar 1915 am Ersten Weltkrieg teil, zum 15. Januar 1919 wurde er aus dem Kriegsdienst entlassen.
Seit 1919 war Boehm verheiratet.

### Beteiligung am Nationalsozialismus (1920–1932)
Von 1920 bis 1921 gehörte Boehm dem Alldeutschen Verband an und war von 1923 bis 1926 auch Mitglied im Deutsch-Völkischen Offiziersbund. Zudem engagierte er sich im Völkischen Rechtsblock. Boehm trat Anfang Juli 1923 erstmals in die NSDAP ein. Im November 1923 nahm er am Hitlerputsch in München teil, wofür er später mit dem Blutorden ausgezeichnet wurde. Boehm wurde auch Träger des Goldenen Parteiabzeichens der NSDAP.
Nach der Neugründung der – infolge des gescheiterten Putsches von 1923 zeitweise verbotenen – NSDAP im Frühjahr 1925 trat Boehm ihr zum 24. März 1925 wieder bei (Mitgliedsnummer 120). Zudem war Böhm ab 1931 Mitglied der SA, in der er dem Stab der Obersten SA-Führung angehörte. Böhm stieg 1942 innerhalb der SA bis zum SA-Sanitäts-Gruppenführer auf, was einem Generaloberstabsarzt im Heer entspricht.
Von 1931 bis 1933 war Boehm Referent für Rassenhygiene im Nationalsozialistischen Deutschen Ärztebund (NSDÄB).

### Als Rassenlehrer in der Zeit des Nationalsozialismus aktiv (1933–1945)
Von Juni 1933 bis Juli 1934 leitete Böhm die Abteilung „Rassenhygiene“ im Reichsausschuss für den Volksgesundheitsdienst. Böhm wurde im November 1934 Honorarprofessor für „Rassenpflege“ an der Universität Leipzig. Ab Anfang August 1934 leitete Boehm als Vorstand das Pathologische Institut am Rudolf-Heß-Krankenhaus in Dresden, an dem nationalsozialistische Ärzte ausgebildet wurden und sich das Mutterhaus der Braunen Schwestern befand. Des Weiteren war er Stadtobermedizinalrat und ab Herbst 1934 am Erbgesundheitsobergericht in Dresden tätig. Im Gau Sachsen saß Boehm zudem von 1934 bis 1937 dem Disziplinargericht des NSDÄB vor.
Von März 1937 bis 1939 schulte Boehm auf Weisung der Reichsärztekammer Mediziner im Bereich „Erb- und Rassenpflege“ an dem von ihm bis 1942 geleiteten Erbbiologischen Forschungsinstitut der Führerschule der Deutschen Ärzteschaft in Alt Rehse. Ab 1938 war Boehm zusätzlich Honorarprofessor an der Universität Rostock. Durch den Reichsgesundheitsführer Leonardo Conti wurde Boehm mitgeteilt, dass die Führerschule der Deutschen Ärzteschaft auf Dauer keine Zukunft habe. Die geplante Übernahme einer ordentlichen Professur für Boehm an der Universität Rostock kam nicht zustande, so dass Boehm schließlich zum 1. Januar 1943 an die Universität Gießen wechselte, wo er ordentlicher Professor für „Rassenhygiene“ und Direktor des dortigen „Instituts für Erb- und Rassenpflege“ wurde. Diese Funktionen bekleidete Boehm bis zu seiner Entlassung nach Ende des Zweiten Weltkrieges durch die amerikanische Militärregierung.
Boehm publizierte mehrere Artikel in Fachzeitschriften: Im März 1934 referierte er in der Zeitschrift für ärztliche Fortbildung über die „Grundzüge der Vererbungslehre“ und einige Monate später im Schulungsbrief über die „Volkspflege“. Etliche Artikel verfasste Boehm für den Völkischen Willen. Ab 1939 war Boehm einer der Herausgeber der Zeitschrift Der Biologe, die zuvor durch das Deutsche Ahnenerbe herausgegeben wurde. Während des Zweiten Weltkrieges widmete sich Boehm weiter dem Themengebiet „Rassenhygiene“ und referierte vor Ärzten u. a. zu den Themen „Allgemeine Vererbungslehre“, „Nationalsozialistischer Rassegedanke und die Vererbung“ sowie „Vererbung und Gebiß“. Zudem war Boehm als Einzelgutachter für die Erstellung erbbiologischer Abstammungsgutachten tätig.

### Nachkriegszeit und Bundesrepublik (1946–1962)
1946 wurde Boehms Schrift Darf ich meine Base heiraten? in der Sowjetischen Besatzungszone auf die Liste der auszusondernden Literatur gesetzt. Im Januar/Februar 1947 wurde Boehm im Rahmen der Ermittlungen zum Nürnberger Ärzteprozess vernommen. Boehm betrieb nach Kriegsende eine ärztliche Privatpraxis in Gießen.
In den 1950er Jahren wurden Boehms Pensionsansprüche aus der Gießener Professur durch das hessische Landespersonalamt und den Minister für politische Befreiung abgelehnt, die damit Boehms Berufung auf den Lehrstuhl nachträglich für ungültig erklärten: die Berufung sei nicht fachlich begründet gewesen, sondern nur durch seine enge Bindung an den Nationalsozialismus zustande gekommen. Die Gießener Fakultätsmitglieder verteidigten daraufhin die Rechtmäßigkeit der Berufung, an der sie schließlich selbst mitgewirkt hatten, und erreichten die Emeritierung Boehms als Professor für Humangenetik mit vollen Pensionsbezügen.

## Schriften
- Ueber einen Fall von akuter haemorrhagischer disseminierter Myelitis im Anschluss an einen paranephritischen Abszess, Dissertation München 1911.
- Erbkunde, Berlin 1936.
- Grundlagen der Erb- und Rassenpflege, Berlin 1936.
- Als Hrsg.: Erbgesundheit, Volksgesundheit. Das Gesetz zur Verhütung erbkranken Nachwuchses in Grundsatz und Anwendung. Eine Einführung für Aerzte, Berlin 1939. (Kommentar zum genannten Gesetz)